# Moertje
Het moertje (Chrysolina polita), ook wel tweekleurig goudhaantje, is een kever uit de familie bladkevers (Chrysomelidae). De wetenschappelijke naam van de soort werd als Chrysomela polita in 1758 gepubliceerd door Carl Linnaeus.

## Algemeen
Het moertje is een algemene soort die in Nederland en België voorkomt.